# Парламентские выборы в Швейцарии (2003)
Парламентские выборы в Швейцарии проходили 19 октября 2003 года для избрания 47-го Национального совета. Несмотря на то, что по швейцарской избирательной системе все четыре основные парламентские партии входят в правительственную коалицию и в результате сложно изменить правительство, выборы 2003 года привели к значительному усилению правой евроскептической и антииммиграционной Швейцарской народной партии. Усилили своё влияние левые Социал-демократическая и Зелёная партии, в то время как центристские и правоцентристские Христианско-демократическая и Свободная демократическая партии существенно ослабили своё влияние.
В результате выборов Рут Метцлер-Арнольд, одна из двух христианских демократов в Федеральном совете была сменена на наиболее влиятельного представителя Народной партии Кристофа Блохера.

## Избирательная система
Швейцарский парламент Федеральное собрание состоит из двух палат: Совета кантонов (46 членов) и Национального совета (200 членов). Выборы в Национальный совет проходят каждые 4 года по пропорциональной системе в многомандатных округах, соответствующих 26 кантонам и полукантонам Швейцарии. Выборы в Совет кантонов также проходит раз в 4 года. 46 членов Совета избираются в одно- и многомандатных округах.
На выборах 2003 года переизбирались все депутаты Национального совета и большинство членов Совета кантонов. Политические партии Швейцарии носят различные названия во франко-, германо- и италоязычных регионах и проводят в них отдельные предвыборные кампании.

## Результаты

### Национальный совет

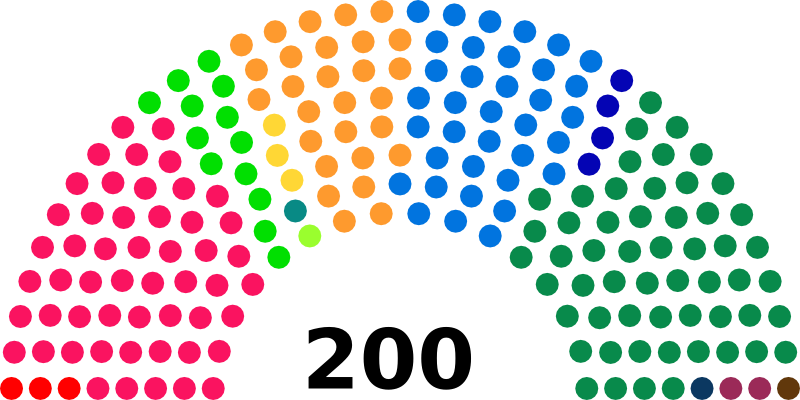
Партийный состав 47-го Национального совета (2003).

|  | Партия                                       | Голосов   | %    | Мест | +/- |
|  | Швейцарская народная партия                  | 560 750   | 26,7 | 55   | +11 |
|  | Социал-демократическая партия                | 490 385   | 23,3 | 52   | +1  |
|  | Свободная демократическая партия             | 364 493   | 17,3 | 36   | -7  |
|  | Христианско-демократическая народная партия  | 301 652   | 14,4 | 28   | -7  |
|  | Зелёная партия                               | 156 226   | 7,4  | 13   | +5  |
|  | Евангелическая народная партия               | 47 838    | 2,3  | 3    | 0   |
|  | Либеральная партия                           | 45 864    | 2,2  | 4    | -2  |
|  | Федерально-демократический союз              | 26 590    | 1,3  | 2    | +1  |
|  | Швейцарские демократы                        | 20 177    | 1,0  | 1    | 0   |
|  | Партия труда                                 | 14 595    | 0,7  | 2    | 0   |
|  | Феминистские и зелёные альтернативные группы | 11 153    | 0,5  | 1    | 0   |
|  | Солидарность                                 | 10 562    | 0,5  | 1    | 0   |
|  | Христианско-социальная партия                | 7539      | 0,4  | 1    | 0   |
|  | Лига Тичино                                  | 7304      | 0,3  | 1    | -1  |
|  | Партия свободы                               | 4000      | 0,2  | 0    | 0   |
|  | Прочие партии                                | 32 913    | 1,6  | 0    | -   |
|  | Недействительных/пустых бюллетеней           | 59 880    | -    | -    | -   |
|  | Всего                                        | 2 161 921 | 100  | 200  | 0   |
|  | Зарегистрированных избирателей/ Явка         | 4 779 733 | 45,2 | -    | -   |
|  | Источник: Nohlen & Stöver                    |           |      |      |     |

### Совет кантонов

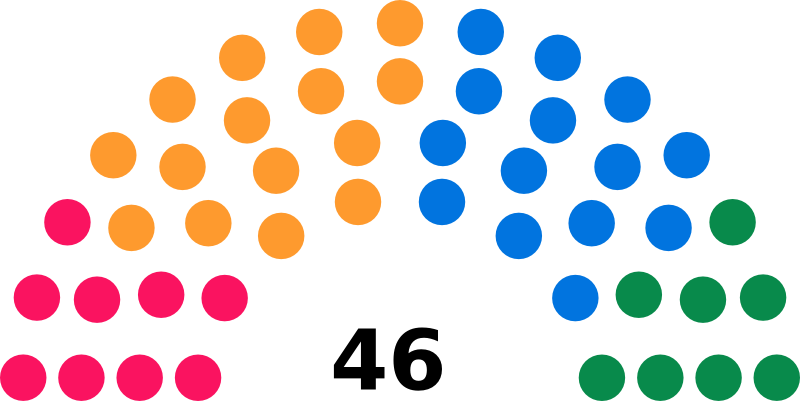
Партийный состав Совета кантонов (2003).

|  | Партия                                      | Мест | +/- |
|  | Христианско-демократическая народная партия | 15   | 0   |
|  | Свободная демократическая партия            | 14   | -3  |
|  | Социал-демократическая партия               | 9    | +3  |
|  | Швейцарская народная партия                 | 8    | +1  |
|  | Всего                                       | 46   | 0   |
|  | Источник: Nohlen & Stöver                   |      |     |